# 5657 Groombridge
5657 Groombridge è un asteroide della fascia principale. Scoperto nel 1936, presenta un'orbita caratterizzata da un semiasse maggiore pari a 2,5866681 UA e da un'eccentricità di 0,1665525, inclinata di 14,14306° rispetto all'eclittica.
L'asteroide è dedicato all'astronomo britannico Stephen Groombridge, estensore dell'omonimo catalogo di stelle circumpolari.